# 硖州乡
硖州乡，是中华人民共和国湖南省怀化市洪江市下辖的一个乡镇级行政单位。

## 行政区划
硖州乡下辖以下地区：
扶车村、新庄村、红村、溪边村、仁建村、太和村、古溪村、秀洲村、秀建村、八门村、下坪村、沅建村、稔禾溪村和大桥村。